# 卡馬奇拉斯
卡馬奇拉斯（日文：カマキラス/英文：Kamacuras）是哥吉拉系列電影中出現的螳螂怪獸。卡馬奇拉斯的第一次出場是1967年的《怪獸島決戰 哥吉拉之子》。

## 登場電影
1. 《怪獸島決戰 哥吉拉之子》（1967年）
2. 《哥吉拉·迷你拉·加巴拉 全體怪獸大進擊》（1969年）
3. 《哥吉拉 最後戰役》（2004年）

## 歷代卡馬奇拉斯

### 初代卡馬奇拉斯
- 體長:58m
- 體重:2800噸
- 登場電影:《怪獸島決戰 哥吉拉之子》《哥吉拉·迷你拉·加巴拉 全體怪獸大進擊》

### 二代目卡馬奇拉斯
- 體長:90m
- 體重:2萬噸
- 登場電影:《哥吉拉 最後戰役》

## 外部連結
- 【專題】怪獸系列：《怪獸島決戰 哥吉拉之子》東寶特攝世代接班作[]